# 麻柳乡 (重庆市)
麻柳乡，是中华人民共和国重庆市开州区下辖的一个乡镇级行政单位。

## 行政区划
麻柳乡下辖以下地区：
柳盛社区、柳鹿社区、兴宋村、仁和村、兴坪村、百合村、黄观村、四坪村、家园村、农庄村、鹿硐村、大和村和九华村。